# بونفلد
بونفلد (به آلمانی: Bonefeld) یک شهر در آلمان است که در Neuwied واقع شده‌است. بونفلد ۹۶۵ نفر جمعیت دارد.